# Ladoronia
Ladoronia es un género de foraminífero bentónico de la familia Acervulinidae, de la superfamilia Acervulinoidea, del suborden Rotaliina y del orden Rotaliida. Su especie tipo es Acervulina (Ladoronia) vermicularis. Su rango cronoestratigráfico abarca el Mioceno.

## Clasificación
Ladoronia incluye a las siguientes especies:
- Ladoronia vermicularis